# 垂直カルダン駆動方式
垂直カルダン駆動方式（すいちょくカルダンくどうほうしき）は、電車のモーター駆動方式のうち、カルダン駆動方式の一種である。
1954年に、日本の電機メーカーである神鋼電機（現・シンフォニア テクノロジー）が開発した。現在では一般的ではなく、使用例も無い。

## 基本構成
- 台車は、車軸が垂直に揺動する形式である必要がある。
- モーターは台車枠中央部に、垂直に固定されて搭載される（アウトリガで台車枠外側寄りに搭載した例もある）。
- モーター軸の出力ギアから、隣接して車軸直上に固定されたギアを駆動、ここから伸縮可能なスプラインシャフトとベベルギア（傘歯車）を介して、直下の車軸を駆動する。

走行中、駆動装置に対する車軸の偏位は、ほぼすべてが垂直方向に収れんされる。このため、偏位の主たる吸収は垂直軸の伸縮を許容する単純なスプラインシャフトで済み、カルダン駆動方式の一種でありながら大きな偏位を許容するカルダンジョイント（たわみ継ぎ手）は不要である（実際には垂直軸のカルダンジョイント省略にまでは至っていない）。
全幅は小さくてよいので狭軌鉄道にも使用しやすいが、ギアまわりの収納の関係で、台車上のスペースが高く取られる。

## 開発の経緯
1950年代初頭、日本の鉄道にもカルダン駆動方式が導入されるようになったが、大手重電メーカーが採用した方式はいずれも外国技術の移入であった。神鋼電機は、1949年に神戸製鋼所から分離して設立された新興メーカーであったが、鉄道電装部品の分野への本格参入を目指し、日本独自のカルダン駆動方式開発を志した。
神鋼電機が着目したのは、外来のカルダン駆動方式は、標準軌ならともかく、日本の狭軌鉄道ではスペース上の制約が多くて使いにくい事実であった。そこで神鋼は、狭軌に最適化したコンパクトなカルダン駆動方式の開発を試みる。

## 採用例

### 淡路交通での試験
1953年から当時の運輸省の補助を受け、1954年には淡路交通の協力を得て、同社鉄道線のモハ2008号（1935年日本車輌製ガソリンカーを、1950年に電車に改造）を、垂直カルダン式に再改造した。
台車は国鉄のDT10形イコライザー台車を垂直カルダン仕様に改造。神鋼電機製のTBQ-25形主電動機（56kW）4基を搭載した。(このように、既存の台車を流用してカルダン化が可能であることも、垂直カルダン方式のメリットのひとつであるといえる。)
一定の成績を収めたものの、淡路交通の垂直カルダン車はこの1両のみに終わった。

### 栃尾電鉄での採用
1950年代、まだ日本国内には762mm軌間の軽便鉄道が多数残存しており、その中には電気鉄道もあった。車体装架カルダン駆動方式は別として、台車に装架する通常のカルダン駆動方式は軽便鉄道への導入は不可能であったが、垂直カルダンだけは別であった。
新潟県の栃尾鉄道（1956年栃尾電鉄に改称。1960年に長岡鉄道と合併し越後交通栃尾線となる）は762mm軌間の軽便鉄道で、1949年に電化され、気動車改造の電車を主力として運行されていたが、1956年に神鋼式垂直カルダン方式の導入に踏み切る。
1956年6月、草軽電気鉄道譲受車のモハ208号（1942年日本鉄道自動車工業製・元草軽モハ103号　1950年譲受）につき、従来の吊り掛け式42kWモーター2個を廃して台車は在来品を流用改造、神鋼電機TBY-25A主電動機2個を装備して、最初の垂直カルダン車となった。
続いて制御車のクハ30号を1957年4月に3m車体延長して軽便鉄道としては異例の13.6mの大型とし、江ノ島電鉄譲受車の中古台車D4（東京都電型の路面電車用台車）を762mm軌間の垂直カルダン仕様（55.95kW×2）・ローラーベアリング付に改造して装備、モハ211号とした。当時、直接制御車のみで構成されていた栃尾線電動車で、本車は初の間接制御車（HL制御車）となった。
改造車での実績を元に、1957年12月には東洋工機で新車のモハ212号が製造された（就役は1958年）。この車両はモハ211に続く13.6m車で、大きさを除けば当時の大手私鉄電車にもさほど見劣りしない近代的な外観を持ち、むろん垂直カルダン駆動方式を用いていた。台車は211号同様の都電D4形を、出入りのあった車両工事会社の手塚車輌工業（東京都板橋区、メトロ車両の協力会社）の手持ち品として仕入れて改造した。以後東洋工機で1960年にモハ213・214号、1963年に215号と、212号スタイルの近代的垂直カルダン車が増備され、この3両は台車まで、東洋工機が当時路面電車向けに多用していた、バーフレームで簡素なトラスを組んだタイプの近代的な台車を新製装備した。213号と215号は東洋工機製TK400、214号は同系ながら東急車輛製造が製作したTS314で、213・214はオイルダンパを付けたが、冬季に雪噛み込み問題を起こすことから215ではオイルダンパ省略となった。この台車スタイル自体は、吊り掛け駆動となった216・217号にも仕様変更したTK500形として踏襲された。
またモハ208と同じ元・草軽100形の譲受車でやはり吊り掛け駆動車であったモハ200・モハ207も、1959年に台車流用で垂直カルダン化改造された（モハ207は3.2m車体延長して13.6m級となった）。
この結果、215号が就役した1964年時点の栃尾線では、10両あまりの電動車のうち8両が垂直カルダン車となり（改造・新造各4両）、吊り掛け駆動車や気動車改造タイプの車体装荷カルダン車は電装解除で付随車化を推進された。まとまった両数の垂直カルダン車を継続して導入し、運用した栃尾電鉄→越後交通線は、この方式の電車をある程度使いこなしていたものと見受けられる。
栃尾線ではこれらの大型車増備・改造や、1961年の一部区間CTC導入に続き、電車が付随車を牽引する運行に伴う入換作業（終着駅と、スイッチバック構造の上見附駅で必須だった）を解消するため、HL式間接手動制御器とAMM自動ブレーキの装備による総括制御の固定編成化という、軽便鉄道としては極めて高度な近代化改善が計画された。1台車2個モーター装架・1両4個モーター搭載の釣掛駆動車は電動車1両に付随車2～3両で編成を組成したが、垂直カルダン駆動車は1台車1個モーター装架・1両2個モーター搭載であるため、電動車2両に付随車1～2両で編成を組成した。

### 三重交通での採用
神鋼電機の地元である三重県の三重交通（鉄道部門は1964年に分社して三重電気鉄道となり、1965年に近畿日本鉄道に合併）でも垂直カルダンを導入した。
こちらはまず1,067mm軌間の志摩線向けとして、1958年、日本車輌製造製のモ5401号1両を投入した。当時の名鉄3700系などに似たおとなしいデザインの18m級電車で、観光客輸送を考慮して車内放送装置を備えたセミクロスシート車であった。
続けて翌1959年には、四日市地区の762mm軌間路線である三重線（現在の湯の山・内部・八王子線）に、湯の山温泉周辺の観光開発を目的として、斬新な3車体連接車のモ4400形1編成を導入する。メーカーはやはり日本車輌製造であった。
モ4400形は湯の山温泉への観光輸送に主力車として用いられたが、三重電気鉄道時代の1964年、湯の山線が近鉄合併を前に1,435mm軌間に改軌されると、同じ三重電気鉄道の北勢線に転用された。

## 垂直カルダン駆動の挫折
神鋼電機の垂直カルダン駆動方式を採用した例は、上記3鉄道会社の改造車5両、ボギー式新造車5両・連接編成新造1編成に過ぎない。
以後、この方式を採用した例は皆無である。理由は以下のとおり。

### 新興メーカーの参入困難
日本国内の鉄道事業者は、黎明期から自社の鉄道事業を足元で支え続けてきたパートナーである主要な重電メーカーとの結びつきが強かった。しかも長期にわたって継続的に保守・点検を行っていく必要から、どうしても特定のメーカーを指定する形になりがちであった。
また鉄道会社の多くは黎明期だったころの初期故障対策に手を焼いていた教訓から保守的な傾向があり、新しい技術の導入には慎重である。手堅く実績のある技術を選択しようとすると、自然、以前から取引のある大手メーカーの外来技術を志向することになる。新興メーカーがオリジナルの技術をもって新規参入するにも、鉄道業界の条件は悪かった。
淡路交通・栃尾鉄道が垂直カルダンに関わったのは、いずれも電化が戦後で電気鉄道としてのノウハウが少なく、気動車改造の車体装架カルダン電車を使用するなどの特殊環境にあったことが起因していると考えられる。また三重交通の場合は、神鋼電機の起源が神戸製鋼所の鳥羽造船所（志摩線の地元）であることから、その関係からの働きかけもあったと見られる。
鉄道事業者が新興メーカーに門戸を開放するようになったのは、こうした閉鎖的かつ硬直的な企業体質が問題になった平成時代に入ってからのことである。

### 外来方式の普及
海外技術によるカルダン駆動方式の代表であるWN駆動方式（WNドライブ）は当初、1067mm軌間での使用が困難とされていた。しかし、三菱電機は1956年の富士山麓電気鉄道3100系においてこれを克服、以後狭軌用WNドライブを一般化させて行く。
また、東洋電機製造が実用化した中空軸平行カルダンや直角カルダンは1,067mm軌間にも適応させやすい構造であった。
ただし先述の通り、本方式を用いれば既存の旧型台車を改造・流用してのカルダン化が可能であるため、1067mm軌間の路線において本方式を採用するメリットは皆無ではなく、実際に淡路鉄道における試験では旧型台車を改造してのカルダン化を実現している。
結局、日本国内で最大のマーケットである1,067mm軌間の路線は、国鉄・大手私鉄とも、早期に海外技術のカルダン駆動が主流を占めることになった。
では、垂直カルダンでなければカルダン駆動化できない762mm軌間の軽便鉄道では、といえば、こちらは市場そのものが限られていた。電車を用いる軽便鉄道自体が少ないうえ、1950年代以降はモータリゼーションに太刀打ちできないまま全国各地の軽便鉄道は経営難で続々と廃止されていった。これでは新技術導入どころでなく、蒸気機関車と同様に将来性皆無のマーケットだったのである。

### 技術自体の問題
モーターを垂直に立てる構造は、油漏れや摩擦の増大などが起きやすく、信頼性の面から必ずしも好ましいものではなかった。また、吊り掛け駆動方式や他のカルダン駆動方式では1段で済む駆動ギアが、この方式では2段階（モーター→垂直軸、垂直軸→車軸）必要で、更には垂直軸のジョイントも装備されていたため、全体が非常に複雑であり、動力損失も生じた。
何より致命的な欠点は、この元々複雑な駆動装置の大部分が台車上面の薄いスペースに収まっており、整備性が著しく悪かったことである。
たとえ性能が低い旧態依然の技術であっても、高品質と省メンテ、そして安定した保守部品の供給が両立されていれば鉄道会社には好まれる傾向があったほか、労働組合でも最先端技術を採り入れた車両や保守取り扱いに手間のかかる不便な車両は「労働強化に繋がる」と敬遠される傾向もあった。
これは限られた時間で保守・点検を実施しなければならない鉄道会社に敬遠される最大の理由となった。

## 垂直カルダン電車の絶滅
垂直カルダン方式で新造された車両の最後は、1963年新製・翌1964年就役の越後交通栃尾線モハ215号であった。以降のナローゲージ電車は旧態依然の吊り掛け駆動方式に逆戻りし、この方式の新規導入は途絶えた。そして、神鋼電機の鉄道車輌駆動装置市場への参入計画は完全に失敗した。
越後交通は栃尾線用に、1964年と1966年に212形の増備形である216号・217号を東洋工機で新製したが、これらは外見こそ212形と類似ながら、いずれも吊り掛け駆動方式（日立製42kW主電動機4個仕様＝定格出力168kW相当）で製作された。1966年から開始された付随車との固定編成を組んでの総括制御運転において、垂直カルダン車（定格出力約112kW相当）の出力不足が問題になったためである。1966-67年には台車流用で217号並みの大型新製車体を持つ制御車クハ102-104を増備するなど、1960年代の短期間で栃尾線の近代化は急速に進んだが、急激なモータリゼーションの進行には抗しきれず1975年までに全線廃止された。同線の電車は垂直カルダン車も含めて全車廃車され、譲渡はおろか、保存されることもなかった。
淡路交通は1966年に鉄道線を廃止し、垂直カルダンの2008号車は廃車・解体された。
旧・三重交通の車両のうち、志摩線のモ5401は近鉄合併後モ5960形モ5961となったが、1970年の志摩線改軌によって養老線に転じ、この際、養老線の架線電圧が1,500Vで750V仕様の志摩線電動車は昇圧に大改造を要したことから電装品と駆動装置、それに運転台設備を撤去され、垂直カルダン車ではなくなった。以後付随車のサ5961として養老線で用いられ、1983年に廃車解体された。
また、北勢線に移った連接車のモ4401は、近鉄合併後モ200形モ201-サ100形サ101-モ200形モ202と改番されたが、1971年に両端電動車の電装品及び運転台を撤去、単なるトレーラーのサ200形・サ100形となり、モニ220形に牽引されて運用された。以後、固定編成化に伴う片側の運転台復活（サ202→ク202）やブレーキの変更などの改造を受け、2003年に北勢線が三岐鉄道に移管されたのちも、200系と称し、同線の270形電車（吊り掛け駆動車）と編成を組んで運用されている。同車は垂直カルダン機構を有した経歴を持つ、唯一の現存事例であり、現在でも旧動力台車直上の床面が他よりも一段高くなっている点などにその面影を残している。
神鋼電機はのちに鉄道電装部品市場から撤退したのち、シンフォニア テクノロジーと改称し、現在も事業継続中であるものの、垂直カルダン駆動方式に関する技術は残っておらず、完全に廃れている。